# Would I Lie to You? (Lied)
Would I Lie to You? (englisch für „Würde ich dich anlügen?“) ist ein Lied und die Debütsingle des US-amerikanischen Pop-Duos Charles & Eddie aus dem Jahr 1992.

## Entstehung und Veröffentlichung
Geschrieben wurde das Lied von Mick Leeson und Peter Vale. Für die Produktion zeichnete Josh Deutsch verantwortlich.
Die Erstveröffentlichung von Would I Lie to You? erfolgte als Single am 4. August 1992 bei Capitol Records. Diese erschien als 7″-Single mit einem Remix als B-Seite (Katalognummer: 88 0327 7) sowie als CD-Maxi-Single, die um zwei weitere Remixe erweitert wurde (Katalognummer: 88 0291 2). Am 31. August 1992 erschien das Lied als Teil von Duophonic (Katalognummer: 7971502), dem Debütalbum von Charles & Eddie. Im Oktober 1992 erschienen weitere CD-Single-Ausführungen mit weiteren neuen Remixen des Stücks. Eine Singleausführung enthält zudem das Lied Unconditional als B-Seite (Katalognummer: 880228-2).

## Inhalt
Would I Lie to You? thematisiert die bedingungslose Liebe zu einem Menschen, den die Sänger niemals anlügen würden. Es gebe keinen anderen Menschen im Herzen. („Don’t you know it’s true. Girl, there’s no one else but you?“).

## Kommerzieller Erfolg

### Chartplatzierungen
| ChartsChartplatzierungen       | Höchstplatzierung | Wochen |
| ------------------------------ | ----------------- | ------ |
| Deutschland (GfK)              | 1 (31 Wo.)        | 31     |
| Österreich (Ö3)                | 1 (18 Wo.)        | 18     |
| Schweiz (IFPI)                 | 2 (21 Wo.)        | 21     |
| Vereinigte Staaten (Billboard) | 13 (26 Wo.)       | 26     |
| Vereinigtes Königreich (OCC)   | 1 (17 Wo.)        | 17     |

| ChartsJahrescharts (1992)      | Platzierung |
| ------------------------------ | ----------- |
| Vereinigte Staaten (Billboard) | 90          |
| Vereinigtes Königreich (OCC)   | 3           |

| ChartsJahrescharts (1993) | Platzierung |
| ------------------------- | ----------- |
| Deutschland (GfK)         | 16          |
| Österreich (Ö3)           | 6           |
| Schweiz (IFPI)            | 23          |

### Auszeichnungen für Musikverkäufe
| Land/Region                  | Auszeichnungen für Musikverkäufe (Land/Region, Auszeichnung, Verkäufe) | Verkäufe  |
| ---------------------------- | ---------------------------------------------------------------------- | --------- |
| Australien (ARIA)            | Gold                                                                   | 35.000    |
| Dänemark (IFPI)              | Gold                                                                   | 45.000    |
| Deutschland (BVMI)           | Gold                                                                   | 250.000   |
| Frankreich (SNEP)            | Silber                                                                 | 125.000   |
| Neuseeland (RMNZ)            | Platin                                                                 | 10.000    |
| Niederlande (NVPI)           | Platin                                                                 | 75.000    |
| Österreich (IFPI)            | Gold                                                                   | 25.000    |
| Vereinigtes Königreich (BPI) | Platin                                                                 | 600.000   |
| Insgesamt                    | 1× Silber · 4× Gold · 3× Platin ·                                      | 1.165.000 |

## Coverversion von David Guetta, Cedric Gervais & Chris Willis
Der französische DJ David Guetta veröffentlichte am 30. September 2016 in Zusammenarbeit mit französischen DJ Cedric Gervais und dem US-amerikanischen Sänger Chris Willis eine Coverversion, welche europaweit die Charts erreichte.

### Chartplatzierungen
| ChartsChartplatzierungen | Höchstplatzierung | Wochen |
| ------------------------ | ----------------- | ------ |
| Deutschland (GfK)        | 2 (28 Wo.)        | 28     |
| Frankreich (SNEP)        | 20 (19 Wo.)       | 19     |
| Österreich (Ö3)          | 2 (23 Wo.)        | 23     |
| Schweiz (IFPI)           | 24 (24 Wo.)       | 24     |

| ChartsJahrescharts (2016) | Platzierung |
| ------------------------- | ----------- |
| Deutschland (GfK)         | 53          |
| Österreich (Ö3)           | 54          |

### Auszeichnungen für Musikverkäufe
| Land/Region        | Auszeichnungen für Musikverkäufe (Land/Region, Auszeichnung, Verkäufe) | Verkäufe |
| ------------------ | ---------------------------------------------------------------------- | -------- |
| Deutschland (BVMI) | Platin                                                                 | 400.000  |
| Frankreich (SNEP)  | Gold                                                                   | 66.666   |
| Italien (FIMI)     | Platin                                                                 | 50.000   |
| Österreich (IFPI)  | Gold                                                                   | 15.000   |
| Polen (ZPAV)       | 2× Platin                                                              | 100.000  |
| Insgesamt          | 2× Gold · 4× Platin ·                                                  | 631.666  |

Hauptartikel: David Guetta/Auszeichnungen für Musikverkäufe